# Images pour Baudelaire
 (juillet 2025).
Pour plus de détails, voir Fiche technique et Distribution.
Images pour Baudelaire est un court métrage français réalisé par Pierre Kast, sorti en 1959. 

## Fiche technique
- Titre : Images pour Baudelaire
- Réalisation : Pierre Kast
- Scénario : Yvonne Leenhardt
- Commentaire : Pierre-Aimé Touchard
- Photographie : Jacques Duhamel et Daniel Sarrade
- Montage : Yannick Bellon
- Musique : Georges Delerue
- Production : Pathé Production
- Pays d'origine :  France
- Durée : 19 minutes
- Date de sortie : France - 1959

## Distribution
- François Chaumette : voix
- Yves Gasc
- Anne Colette